# 신성왕후
신성왕태후 김씨(神成王太后 金氏) 또는 신성왕후(神成王后)는 신라(新羅)의 왕족(王族)이자 고려 태조 왕건의 제5왕후이다. 신라 문성왕의 후손으로 신라 경순왕은 그의 사촌 오라비였다. 그녀는 안종 왕욱의 생모이기도 하다. 본래는 왕후가 아니었으나, 1010년 손자 제8대 국왕 현종에 의해 왕후로 추존되었다.

## 생애
신성왕태후 김씨는 신라 왕족이며, 문성왕의 5대손이며, 경순왕의 큰아버지 잡간(匝干) 김억렴(金億廉)의 딸이다. 그녀가 고려 태조의 다섯 번째 왕후가 된 것은 신라 경순왕이 고려에 항복한 935년 11월 직후부터 936년 초기가 될 것이다.
935년 11월 신라의 마지막 군주 경순왕이 고려에 항복할 뜻을 표시하자, 고려 태조는 이에 대한 답례로 사신을 보냈다. 왕건은 “지금 왕이 나라를 과인(寡人)에게 주니 그 선물이 크도다. 바라건대 신라의 종실(宗室)과 혼인하여 생구(甥舅)의 친밀함이 오래 가고자 하노라.”라고 하여, 고려의 사신은 경순왕에게 태조가 신라 종실과의 혼사를 원한다는 사실을 전했고, 이에 경순왕은 “우리 백부(伯父) 김억렴(金億廉)에게 딸이 있어 덕(德)과 용모가 쌍미(雙美)한지라 이가 아니면 내정(內政)을 구비(具備)할 수 없을 것”이라며 자신의 사촌누이 김씨를 고려로 시집보냈다.

### 사후
신성왕후의 소생으로는 안종(安宗)으로 추존된 왕욱(王郁)이 있는데, 그는 제5대 국왕 경종의 제4왕후 헌정왕후 황보씨와 정을 통해 제8대 국왕 현종을 낳았다. 1008년 현종(顯宗)이 즉위하고 1010년 왕후로 추존하여 시호를 신성왕태후(神成王太后)라 하고 능호는 정릉(貞陵)이라고 하였다. 원당은 경기도 장풍군에 있는 현화사이다.

## 가족 관계
- 왕조부 : 김균정(金均貞, ? ~836)
- 대조부 : 신무왕(神武王, ? ~839, 재위:839~839)
- 현조부 : 문성왕(文聖王, ? ~857, 재위:839~857)
- 고조부 : 추존 홍의대왕(弘毅大王) 김안(金安)
- 증조부 : 추존 권흥대왕(眷興大王) 김민공(金敏恭)
- 조부 : 추존 의흥대왕(懿興大王) 김인경(金仁慶), 일명 김실홍(金實虹) 
  - 아버지 : 김억렴(金億廉)
  - 어머니 : ?
  - 작은 아버지 : 추존 신흥대왕 김효종(金孝宗)
    - 남편 : 제1대 고려 태조 왕건(王建), 신성대왕(神聖大王. 877~943 재위: 918~943)
      - 아들 : 추존 고려 안종 왕욱(王郁), 효의대왕(孝懿大王. ?~996)
      - 며느리 : 헌정왕후 황보씨(皇甫氏), 효숙왕태후(孝肅王太后. 959?~992/993, 고려 제5대 국왕 고려 경종의 제4비)
        - 손자 : 제8대 고려 현종 왕순(王詢), 원문대왕(元文大王, 992~1031 재위: 1009~1031)

## 같이 보기
| - 신라계 - 신라 - 김억렴 - 신라 경순왕 - 김효종 - 김부식 - 최치원 - 최승로 | - 이금서 - 최충 - 헌정왕후 - 안종 - 신라 문성왕 |